# Marc Farry
Marc Antoine Farry (Parijs, 3 juli 1959) is een Franse golfprofessional, die lid was van de Europese PGA Tour van 1989 tot 2004. Hij speelt sinds 2009 op de Europese Senior Tour.
Marc Farry won het Frans amateurkampioenschap in 1977.

## Professional
In 1979 wordt Farry professional. Hij verhuisde naar Florida waar hij een paar jaar golfleraar was.
In Frankrijk heeft hij veel lokale professional wedstrijden gewonnen, waaronder het PGA Kampioenschap in 2000.

## Gewonnen

#### Europese Tour
- 1996: BMW International Open[1]

#### Europese Senior Tour
- 2010: Iers Senior Open, Cannes Mougins Masters[1]

#### Overige
16 overwinningen op de Franse tour, waaronder:
- 1985: Frans PGA Kampioenschap
- 2000: Frans PGA Kampioenschap

## Teams
In 1990 won Farry met Frankrijk de Alfred Dunhill Cup.